# Leptomesosa cephalotes
Leptomesosa cephalotes là một loài bọ cánh cứng trong họ Cerambycidae.